# ショーン・スティーブンソン
ショーン・スティーブンソン（Shaun Stevenson、1996年11月14日 - ）は、マオリ系ニュージーランド人のラグビーユニオン選手で、スーパーラグビーのワイカト・チーフス、NPCのノースハーバーに所属している。

## 経歴
ニュージーランドのオークランド郊外、ノースショア生まれ。オークランド・グラマー・スクールに通い、ラグビーをプレーした。
高校時代は、地元のスーパーラグビーチームであるブルーズのU18チームでプレーした。
2015年、NPC（ナショナル・プロヴィンシャル・チャンピオンシップ、ニュージーランド州代表選手権）のワイカトに加入。同年8月14日のNPCタスマン戦でシニアデビューし、そのシーズン中は10試合出場した。翌2016年、開幕戦に出場したが、負傷によりワイカトを去ることになった。
2016年、U20ニュージーランド代表としてワールドラグビーU20チャンピオンシップに出場。
2016年後半にはスーパーラグビーのワイカト・チーフスに、2017年にはNPCのノースハーバーに加入した。
同じく2017年からマオリ・オールブラックスとしても招集されるようになった。
2019年5月、ワイカト・チーフスとの契約を2023年まで延長。6月にメルボルン・レベルズ戦でハットトリック（3トライ）を達成し、59対8で大勝。チーフスはスーパーラグビー2019シーズンのプレーオフ出場を果たした。
スーパーラグビー2023シーズンの2節目のモアナ・パシフィカ戦でもハットトリックを達成。
2022年にニュージーランドXVとして出場。翌2023年にはオールブラックスとして出場の機会を得た。
オールブラックスでの出場は1回だけだが、活動は順調で、2024年には、NPCのノース・ハーバーに10試合出場（25得点）、スーパーラグビーのワイカト・チーフスに12試合出場（17得点）した。
2025年1月14日、ジャパンラグビーリーグワンのクボタスピアーズ船橋・東京ベイへの入団を発表した。短期在籍（サバティカル）について、ニュージーランドラグビー協会の承認が得られたことによる。同月18日に行われたJAPAN RUGBY LEAGUE ONE第5節カンファレンスBブラックラムズ東京戦にて途中出場でリーグワン公式戦初出場を果たした。
2025年3月1日、リーグワン2024-25シーズン第10節東芝ブレイブルーパス東京戦に出場し、短期在籍（サバティカル）が終了。チーフスに戻り、翌週3月8日のスーパーラグビー・パシフィック第4節フィジアン・ドゥルア戦にリザーブで試合登録メンバーに入った。2025-26シーズンにはクボタスピアーズ船橋・東京ベイに再合流する予定。